# Karl Roeder von Diersburg (General, 1840)
Karl Maximilian Adalbert Philipp Freiherr Roeder von Diersburg (* 6. Juni 1840 in Karlsruhe; † 23. Januar 1916 in Achern) war ein preußischer Generalleutnant.

## Leben

### Herkunft
Karl war ein Sohn des badischen Generalleutnants Philipp Roeder von Diersburg (1801–1864) und dessen Ehefrau Adelheid Friederike, geborene Baur von Eysseneck (1806–1886). Seine Brüder Wilhelm (1832–1909) und Ferdinand (1848–1926) avancierten zu Generalen in der Preußischen Armee.

### Militärkarriere
Roeder besuchte das Kadettenhaus in Karlsruhe und trat anschließend als Portepeefähnrich in das Feldartillerie-Regiment der Badischen Armee ein. Er avancierte Ende Juli 1858 zum Leutnant und kam Ende September 1860 zum Festungsartillerie-Bataillon. Im Herbst 1861 war Roeder nach Köln kommandiert, um bei den Rheinischen Hüttenwerken die Qualitätskontrolle von bestellten Geschützmaterial zu gewährleisten. Nach einer mehrmonatigen Kommandierung zur Artilleriewerkstatt Rastatt kehrte er Anfang Oktober 1863 zu seinem Stammregiment zurück und stieg im Dezember 1863 zum Oberleutnant auf. Am 28. März 1864 wurde er als Ordonnanzoffizier zum Friedrich I. von Baden kommandiert und für mehrere Monate nach dem Kaukasus beurlaubt. Aufgrund seiner Sprachkenntnisse hatte Roeder die Aufgabe, dem Schwager des Großherzogs, dem Großfürsten Michael das Großkreuz des Militär-Karl-Friedrich-Verdienstordens zu überbringen. Nach Empfängen in Tiflis und am Zarenhof in Sankt Petersburg kehrte er nach Baden zurück und wurde im Mai 1865 von seinem Kommando entbunden. Unter Prinz Wilhelm von Baden nahm Roeder im Jahr darauf während des Krieges gegen Preußen an den Gefechten bei Hundheim, Werbach und Gerchsheim teil.
Nach dem Friedensschluss erfolgte Mitte Mai 1867 seine Kommandierung zur reitenden Abteilung des Garde-Feldartillerie-Regiments sowie im Oktober zum Großen Generalstab der Preußischen Armee. Unter Beförderung zum Hauptmann wurde Roeder im März in den Generalstab der badischen Division versetzt und in dieser Stellung nahm er 1870/71 während des Krieges gegen Frankreich an den Kämpfen bei Wörth, Colmar, Dijon Nuits und Vougeot sowie an der Belagerung von Straßburg teil. In der Schlacht an der Lisaine erlitt er durch ein Schrapnell eine Verwundung an der Stirn. Ausgezeichnet mit beiden Klassen des Eisernen Kreuzes und dem Ritterkreuz des Militär-Karl-Friedrich-Verdienstordens kam Roeder am 3. Juni 1871 in den Generalstab des XIV. Armee-Korps.
In dieser Stellung wurde er mit seinem Patent als Hauptmann  am 15. Juli 1871 in den Verband der Preußischen Armee übernommen und Ende November 1872 in den Großen Generalstab versetzt. Roeder stieg im September 1873 zum Major auf, war ab Januar 1874 für sechs Monate zum Garde-Feldartillerie-Regiment kommandiert und wurde Ende Januar 1875 als etatsmäßigen Stabsoffizier im 1. Rheinischen Feldartillerie-Regiment Nr. 8 nach Koblenz versetzt. Nach einem mehrmonatigen Kommando zur Artillerie-Schießschule zu Berlin war er von der Einrichtung 1876 bis zum 22. Dezember 1880 Kommandeur der II. Abteilung, avancierte zwischenzeitlich zum Oberstleutnant und erhielt anschließend das Kommando über das 2. Brandenburgische Feldartillerie-Regiment Nr. 18 (General-Feldzeugmeister) in Frankfurt (Oder). Als Oberst beauftragte man Roeder am 13. Oktober 1887 unter Stellung à la suite des Regiments mit der Führung der 4. Feldartillerie-Brigade in Magdeburg und ernannte ihn am 13. Dezember 1887 zum Kommandeur dieses Großverbandes. In dieser Eigenschaft wurde er am 18. August 1888 Generalmajor und ein Jahr später in Genehmigung seines Abschiedsgesuches unter Verleihung des Roten Adlerordens II. Klasse mit Eichenlaub mit der gesetzlichen Pension zur Disposition gestellt.
Nach seiner Verabschiedung betätigte Roeder sich 1891/94 als Präsident des Elsaß-Lothringischen Landes-Krieges-Verbandes sowie als Mitglied des Landesausschusses von Elsaß-Lothringen. Er war Grundherr zu Diersburg und Reichenbach, Patronatsherr zu Diersburg, Oberweiler, Hofweiler und Schutterwald sowie Besitzer des Schloßgutes Odratzheim.
In Würdigung seiner langjährigen Verdienste wurde er im September 1893 mit Kronenorden II. Klasse mit Stern und im September 1906 mit dem Großkreuz des Ordens vom Zähringer Löwen ausgezeichnet. Anlässlich des 25. Jahrestages der Schlacht von Sedan verlieh Kaiser Wilhelm II. ihm am 2. September 1895 den Charakter als Generalleutnant.

### Familie
Roeder ehelichte am 29. Oktober 1873 in Karlsruhe Eugenie von Werder (1853–1879), Tochter des preußischen Generals der Infanterie August von Werder. Nach ihrem frühen Tod heiratete er am 20. September 1884 in Karlsruhe Julie Freiin Roeder von Diersburg (1857–1893). Aus den Ehen gingen die sechs Kinder Adelheid (* 1879), Elvire (* 1886), Philibert (1888–1915), Karl (*/† 1890), Julie (* 1893) sowie eine namenlose Tochter (*/† 1891) hervor.